# Megalastrum laxipilosum
Megalastrum laxipilosum är en träjonväxtart som beskrevs av A. Rojas. Megalastrum laxipilosum ingår i släktet Megalastrum och familjen Dryopteridaceae. Inga underarter finns listade.